# Hübnerite
L'hübnerite è un minerale (un tungstato di manganese).

## Abito cristallino
Prismatico, massivo, lamellare.

## Origine e giacitura
Minerale tipico dei depositi idrotermali di alte temperature con quarzo e di graniti pneumatologicamente alterati, di graniti, pegmatitici e di depositi alluvionali.

## Forma in cui si presenta in natura
In cristalli morfologicamente simili l'uno all'altro o in cristalli prismatici comunemente e striato secondo {001} ma anche tabellare o a lama.

## Proprietà chimico-fisiche
- Peso molecolare: 302,79[3]-302,8 grammomolecole
- Birifrangenza: δ: 0,13[1]-0,125[2]
- Unità di volume di cella: 133,39[1]-141[2] Å³
- Molecole per unità di cella: 2[2]
- Indici di rifrazione: 2,185 | 2,22 | 2,31 | 0 | 0 | 0[2]
- Indici di elettroni: 6,17 g/cm³
- Indici quantici:
  - Fermioni: 0,08
  - Bosoni: 0,92
- Indici di fotoelettricità: 
  - PE: 762,32 barn/elettroni
  - ρ: 4703,19 barn/cm³
- Indice di radioattività GRapi: 0 (Il minerale non è radioattivo)